# Otterville (Illinois)
Otterville is een plaats (town) in de Amerikaanse staat Illinois, en valt bestuurlijk gezien onder Jersey County.

## Demografie
Bij de volkstelling in 2000 werd het aantal inwoners vastgesteld op 120. In 2006 is het aantal inwoners door het United States Census Bureau geschat op 121, een stijging van 1 (0,8%). Vanaf de Amerikaanse telling van 2010, had de stad een totale bevolking van 126.

## Geografie
Volgens het United States Census Bureau beslaat de plaats een oppervlakte van 2,6 km², geheel bestaande uit land. Otterville ligt op ongeveer 211 m boven zeeniveau.

## Plaatsen in de nabije omgeving
De onderstaande figuur toont nabijgelegen plaatsen in een straal van 16 km rond Otterville.

## Geschiedenis
Otterville is de thuisbasis van de eerste gratis geïntegreerde school in de Verenigde Staten, de Hamilton Primary School, gelegen aan Main Street. In 1834, Dr. Silas Hamilton, een lokale arts, liet vierduizend dollar voor de bouw en exploitatie van een gebouw voor educatieve en religieuze doeleinden. Een in steen gebouwde school werd in 1836 geopend en het collegegeldvrij onderwijs voor lokale studenten trok gezinnen naar het gebied. De school werd verwoest in 1872 en werd herbouwd en vergroot, met de originele stenen aan de basis. Lessen werden op de school gehouden tot 1971. George Washington, een slaaf bevrijd door Dr. Hamilton, studeerde hier, werd succesvol en richtte een eeuwigdurend beursfonds op voor Amerikanen van Afrikaanse afkomst. Hij zorgde ook voor de bouw van een monument voor zijn voormalige meester op de school.
De school werd in 1998 op het nationaal register van historische plaatsen geplaatst. 